# Hieroxestinae
Sous-famille
Hieroxestinae est une sous-famille de petits insectes de l'ordre des lépidoptères (papillons), de la famille des Tineidae.
Cette sous-famille contient deux genres :
- Oinophila Stephens, 1848
- Opogona Zeller, 1853